# 金德縣
金德縣是印度的一個縣，位於該國北部，由哈里亞納邦負責管轄，面積2,702平方公里，每年平均降雨量434毫米，2001年人口1,189,872，人口密度每平方公里440人。

## 外部連結
- Jind - official website （页面存档备份，存于）
- Jind - Telephone Directory
- Jind - community portal
- Jind - yellow pages
- Jind - tehsils & sub tehsils （页面存档备份，存于）

29°18′36″N 76°19′12″E / 29.31000°N 76.32000°E